# Eva Gabor
Eva Gabor (Boedapest, 11 februari 1919 – Los Angeles, 4 juli 1995) was een Hongaars-Amerikaans actrice.
Gabor werd geboren in Boedapest als jongste dochter van Vilmos en Jolie Gabor. Zij was de eerste van de familie die naar Amerika trok om er een carrière als actrice op te bouwen. In 1941 speelde ze haar eerste filmrol in de film Forced Landing. Haar grootste succes behaalde ze in de jaren 60 met de sitcom Green Acres, waarin ze de rol speelde van Lisa Douglas, een mondaine stadsvrouw die zich moest aanpassen aan het platteland.
Ondanks ietwat in de schaduw opererend van haar sprekend gelijkende zuster Zsa Zsa, heeft Gabor een lange carrière gehad in de filmindustrie. Ook had zij een goedlopend bedrijf in pruiken met de naam Eva Gabor Wigs.

## Huwelijken en relaties
Gabor is vijf keer getrouwd geweest:
- 1937–1942: Eric Drimmer
- 1943–1949: Charles Isaacs
- 1956–1957: John Williams
- 1959–1973: Richard Brown
- 1973–1983: Frank Jameson

Na haar laatste huwelijk had Gabor tot haar dood een relatie met televisieproducent Merv Griffin.

## Overlijden
Op 20 juni 1995 brak Gabor haar heup tijdens een vakantie in Mexico. Merv Griffin liet haar de volgende dag naar de Verenigde Staten vliegen, waar ze werd opgenomen in het Cedars-Sinai Medical Center in Los Angeles. Twee weken later, op 4 juli 1995, overleed Gabor op 76-jarige leeftijd aan longontsteking en andere complicaties. Op 11 juli 1995 werd ze begraven bij de Church of the Good Shepherd in Beverly Hills.
Gabor liet haar twee oudere zussen Magda (1915–1997) en Zsa Zsa (1917–2016) achter, evenals hun moeder Jolie (1896–1997), die vanwege haar hoge leeftijd en ziekte nooit van Eva's overlijden op de hoogte was gebracht.

## Filmografie

### Films
- Forced Landing (1941) – Johanna Van Deuren
- New York Town (1941) – kleine rol (niet op aftiteling)
- Pacific Blackout (1941) – Marie Duval
- Star Spangled Rhythm (1942) – Eva Gabor (niet op aftiteling)
- A Royal Scandal (1945) – gravin Demidow (niet op aftiteling)
- The Wife of Monte Cristo (1946) – Lucille Maillard
- Song of Surrender (1949) – gravin Marina
- The Invader (kortfilm uit de anthologieserie Tales of Tomorrow, 1951) – Laura
- Love Island (1952) – Sarna
- Paris Model (1953) – Gogo Montaine
- The Mad Magician (1954) – Claire Ormond
- Captain Kidd and the Slave Girl (1954) – Judith Duvall
- The Last Time I Saw Paris (1954) – Lorraine Quarl
- Artists and Models (1955) – Sonia / Mrs. Curtis
- My Man Godfrey (1957) – Francesca Gray
- The Truth About Women (1957) – Louise Tiere
- Don't Go near the Water (1957) – Deborah Aldrich
- Touch of Evil (1958) – stripper aan de bar (niet op aftiteling)
- Gigi (1958) – Liane d'Exelmans
- It Started with a Kiss (1959) – Marquesa Marion de la Rey
- A New Kind of Love (1963) – Felicienne Courbeau
- Mickey and the Contessa (televisiefilm, 1963) – Contessa Czigoina
- Youngblood Hawke (1964) – Fannie Prince
- Wake Me When the War Is Over (televisiefilm, 1969) – Baroness Marlene
- The Aristocats (1970) – Duchess (stem)
- The Rescuers (1977) – Miss Bianca (stem)
- Almost Heaven (televisiefilm, 1978) – Lydia
- Nutcracker Fantasy (1979) – Queen of Time (stem)
- The Princess Academy (1987) – gravin Von Pupsin
- The Rescuers Down Under (1990) – Miss Bianca (stem)
- Return to Green Acres (televisiefilm, 1990) – Lisa Douglas
- Close Encounters (televisiefilm, 1990) – Eva Hill

### Televisieseries
- Justice – rol onbekend (2 afl., 1954/1955)
- Five Fingers – Maria Vodnay (afl. "Station Break", 1959)
- Harrigan and Son – Lillian Lovely (2 afl., 1960/1961)
- Burke's Law – Lily Bentley (afl. "Who Killed Harris Crown?", 1963)
- Green Acres (1965–1971) – Lisa Douglas
- Here's Lucy – Eva Von Gronyitz (afl. "Lucy and Eva Gabor", 1968)
- Ellery Queen – Magda Szomony (afl. "The Adventure of the Blunt Instrument", 1975)
- The Love Boat – verschillende rollen (3 afl., 1977/1982/1986)
- Fantasy Island – verschillende rollen (2 afl., 1978/1981)
- Hart to Hart – Renee (afl. "With This Hart, I Thee Wed", 1982)
- The Edge of Night – zichzelf (afl. onbekend, 1983)
- Burke's Law – Marva Pierce (afl. "Who Killed Romeo?", 1994)

### Als zichzelf
- The Eva Gabor Show (talkshow, 1953–1954) – host
- What's My Line? (spelshow) – mysteryguest (3 afl., 1954/1957/1966)
- Match Game (spelshow) – terugkerend panellid (1973–1982)
- Tattletales (spelshow) – samen met echtgenoot Frank Jameson (5 afl., 1975)
- The Legend of the Beverly Hillbillies (televisiedocumentaire, 1993)

## Theaterrollen
- The Happy Time – Mignonette (in Plymouth Theatre, 24 januari 1950 – 14 juli 1951)
- Little Glass Clock – Gabrielle (in John Golden Theatre, 26–31 maart 1956)
- Present Laughter – Joanna Lyppiatt (in Belasco Theatre, 31 januari – 8 februari 1958)
- Tovarich – Tatiana (in Winter Garden Theatre, 18 maart – 9 november 1963)
- You Can't Take It with You – groothertogin Olga Katrina (in Plymouth Theatre en Royale Theatre, 4 april 1983 – 1 januari 1984)